# منتخب المغرب لكرة الماء
منتخب المغرب لكرة الماء هو الفريق الذي يمثل المغرب في منافسات كرة الماء للرجال.

## النتائج

### الدوري العالمي لكرة الماء
- 2008 - الدور التمهيدي[1]